# Mataderos
Mataderos est un des quarante-huit quartiers de Buenos Aires.

## Économie
Le siège d'Ugarte, entreprise de production d’autobus, se trouve à Mataderos.